# David Gutiérrez Gutiérrez
David Gutiérrez Gutiérrez (Rábago, Herrerías, 2 d'abril de 1982) és un ciclista espanyol, professional des del 2010 al 2013.
Anteriorment, en categories amateurs, havia aconseguit nombroses victòries del circuit amateur espanyol.

## Palmarès
- 2004
  - 1r a la Semana Aragonesa i vencedor d'una etapa
- 2005
  - 1r a la Vuelta a Salnes
  - Vencedor d'una etapa de la Volta a Castelló
  - Vencedor d'una etapa de la Volta a Cantàbria
- 2006
  - 1r a la Volta a Salamanca i vencedor d'una etapa
  - Vencedor d'una etapa de la Volta a Tarragona
  - Vencedor d'una etapa de la Volta a Lleó
- 2007
  - 1r a la Volta a Zamora
  - Vencedor d'una etapa de la Volta a Castelló
  - Vencedor d'una etapa de la Volta a Galícia
  - Vencedor d'una etapa de la Copa Ibèrica
  - Vencedor d'una etapa de la Volta a Salamanca
- 2008
  - Vencedor d'una etapa de la Volta a Tarragona
  - Vencedor d'una etapa de la Volta a Coruña
  - Vencedor d'una etapa de la Semana Aragonesa
- 2009
  - 1r al Memorial Avelino Camacho
  - Vencedor d'una etapa de la Volta da Ascension
  - Vencedor d'una etapa del Circuito Montañés
  - Vencedor d'una etapa de la Volta a Segovia
  - Vencedor d'una etapa de la Volta a Zamora
  - Vencedor d'una etapa de la Volta a Salamanca
- 2010
  - Vencedor de la classificació de la muntanya de la Volta a Catalunya